# Гнојнице (Мостар)
Гнојнице су насељено мјесто града Мостара, Федерација Босне и Херцеговине, БиХ.

## Географија
Простире се од јужног прилаза Мостару — на источним рубовима Бишћа поља, поред мостарског аеродрома па све до Благаја.
У Гнојницама се још увијек могу пронаћи трагови живота из римског доба.

## Становништво
| Националност       | 1991.          | 1981.        | 1971.        |
| Муслимани          | 1.028 (46,49%) | 794 (43,79%) | 413 (31,33%) |
| Хрвати             | 670 (30,30%)   | 651 (35,90%) | 646 (49,01%) |
| Срби               | 386 (17,45%)   | 284 (15,66%) | 247 (18,74%) |
| Југословени        | 52 (2,35%)     | 77 (4,24%)   | 1 (0,07%)    |
| остали и непознато | 75 (3,39%)     | 7 (0,38%)    | 11 (0,83%)   |
| Укупно             | 2.211          | 1.813        | 1.318        |